# Si nos maris s'amusent
Pour plus de détails, voir Fiche technique et Distribution.
Si nos maris s'amusent (The Cradle Snatchers) est un film américain réalisé par Howard Hawks, sorti en 1927. Il a fait l'objet d'un remake en 1929 sous le titre Why Leave Home?.

## Fiche technique
- Titre original : The Cradle Snatchers
- Titre français : Si nos maris s'amusent
- Réalisation : Howard Hawks
- Scénario : Sarah Y. Mason d'après la pièce de Norma Mitchell et Russell G. Medcraft
- Photographie : L. William O'Connell
- Pays de production : États-Unis
- Format : Noir et blanc - Film muet
- Genre : comédie
- Date de sortie : 1927

## Distribution
- Louise Fazenda : Susan Martin
- J. Farrell MacDonald : George Martin
- Ethel Wales : Ethel Drake
- Franklin Pangborn : Howard Drake
- Dorothy Phillips : Kitty Ladd
- William B. Davidson : Roy Ladd
- Joseph Striker : Joe Valley
- Nick Stuart : Henry Winton
- Tyler Brooke : Osteopath
- Sally Eilers (non créditée)
- Sally Phipps (non créditée)